# راميش شاندرا دوت
راميش شاندرا دوت (بالبنغالية: รমেশচন্দ্र দত্ত؛ منذ 13 أغسطس 1848 حتى 30 نوفمبر 1909) كان موظفًا حكوميًا هنديًا، ومؤرخًا اقتصاديًا، ومترجمًا لكتابي رامايانا وماهابهاراتا. كان أحد أبرز المؤيدين للقومية الاقتصادية الهندية.

## النشأة والتعليم
ولد دوت في عائلة بنغالية متميزة موليكا كاياستا. كان والديه ثاكاماني وإيسان تشوندر دوت، نائب جامع في البنغال، وغالبًا ما كان يرافقه راميش في واجباته الرسمية. تلقى تعليمه في مدارس المنطقة البنغالية المختلفة، ثم في مدرسة هير، كلكتا. بعد وفاة والده المفاجئة في حادث قارب في شرق البنغال، أصبح عمه شوشي تشندر دوت، وهو كاتب بارع، وصيًا عليه في عام 1861. وكتب عن عمه: «كان يجلس معنا ليلًا وكانت دراستنا المفضلة تستخدم لتكون قطعًا من أعمال الشعراء الإنجليز». كان أحد أقارب تورو دت، أحد أبرز شعراء البنغال في القرن التاسع عشر.
التحق بجامعة كلكتا، جامعة بريزدنسي في عام 1864. واجتاز امتحان الآداب الأول في عام 1866، وحصل على المرتبة الثانية في ترتيب الجدارة وحصل على منحة دراسية. بينما كان لا يزال طالبًا في البكالوريوس. غادر هو وصديقان آخران، بيهاري لال غوبتا وسورندراناث بانيرجي، إلى إنجلترا في عام 1868، من دون إذن عائلته.
في ذلك الوقت، كان هندي واحد آخر فقط، وهو ساتيندرا ناث طاغور، مؤهلًا للخدمة المدنية الهندية. كان هدف دوت هو محاكاة إنجاز طاغور. لفترة طويلة، قبل وبعد عام 1853، وهو العام الذي قدم فيه اختبار الخدمة المدنية الهندية في إنجلترا، وعُين الضباط البريطانيين فقط في المناصب المتفق عليها.
في كلية لندن الجامعية، واصل دوت دراسة الكتاب البريطانيين. تأهل للخدمة المدنية الهندية في الامتحان المفتوح عام 1869، وحصل على المركز الثالث. استدعته نقابة المحامين استجابة لطلب جمعية المعبد الأوسط الموقرة في 6 يونيو 1871.
كانت زوجته مانوموهيني دوت، وأولاده هم بيمالا دوت الذي تزوج من بولينارايان بورا، أول مهندس مدني من ولاية آسام، وكامالا دوت، متزوج من براماثا ناث بوس، سارالا دوت، متزوج من جنانندراناث جوبتا، وأجوي شاندرا دوت، وهو من ولاية أوكسونيا وكان أستاذًا للقانون في جامعة كلكتا ثم أصبح لاحقًا عضوًا في الجمعية التشريعية البنغالية في عام 1921. وكان أحفاده هم إندرانارايان بورا، ومودو بوس، والرائد سودهيندراناث غوبتا، الذي تقاعد كأول مدير حركة تجارية هندية في سكة حديد البنغال ناجبور.